# 輝-Akira-
輝-Akira-（アキラ、名前：向井 輝（むかい あきら）、1980年5月30日 - ）は、東京都港区六本木出身のプロデューサー、声優、タレント、ラジオパーソナリティ。アバンジエンターテインメント代表。株式会社Volarevox元取締役。インターネット放送局スカイクラッドTV代表。
声優やアイドルなどのネット番組のプロデュースを行う傍ら、自身も「輝！いただき星」というユニットでゲームのタイアップ曲を歌唱するなど活動していた。

## 人物
- 父方の親戚でもある歌手伊藤久男の影響もあり、幼少期より芸能に携わっていた。
- 趣味はwebサイト巡り、アニメ、ゲーム、ボードゲームなどで出演番組でもアニメやゲームの話題を取り上げることが多い。
- 声優のインターネット番組などのプロデュースやディレクションをしており、
岩男潤子のSweetTweetTime、カクヨム放送局（羽多野渉、高橋李依）、にじがくっ！（五十嵐裕美、村川梨衣、高橋未奈美）などを担当していた。
- 「IoT女子プロジェクト」、「つくばふれあい大使」、「妄想はアイである。」など若手声優を起用した企画のプロデュースなども多い。

## 出演

### ゲーム
- 「Hオンライン」（GameHeart）
- 「巨神召喚RPGファンタジースクワッド」 テイコ/ビリ/D-ST192 役（FUNPLE STREAM）

### ドラマCD
- 「めぐる季節のなかで」 義雄 役
- 「最後に観たひまわり」 父 役

### インターネット
- 「サブちゃん一家のやっぱりアニメはやめられない」
- webTVおとねっと「cross×mix」(メインMC)
- 「超機動武遊伝○○マイスター」(メインMC)
- 「こちら水天宮前アイドル研究所」(メインMC)
- 「Cross×Re:mix」(メインMC)
- 「ときめき☆ガンプラウォーズZ」
- 「Akiba de アイドル」(メインMC)
- 「金曜【生】アイドルショー」
- 「ヨロピコ大作戦」(天の声出演)
- 「湾岸ベース」(天の声出演)
- 「いきますCar！」(天の声出演)
- 「金曜【生】アイドルショー すずばんＦ」
- 「わくわくどっきん！」

### テレビ
ドラマ
- ハラハラ刑事
- 仮面ライダー剣
- エースをねらえ!

バラエティ
- 伊東家の食卓（再現ＶＴＲ）

教育テレビ
- おかあさんといっしょ

### 映画
- 真夜中の弥次さん喜多さん（笑の宿・旅人役）
- MAKOTO
- Into the Sun(イントゥ・ザ・サン)
- 夏のプロペラ（中川健二役）

### 舞台
- UNKNOWN EXPERIENCE〜青いサムライ〜（中澤アキラ役）
- リーディングシアターnext（朗読劇）
- 「ウッドチェアー・ダイアリー3」（共演・椿隆之、相沢実奈、井上みゆ）
- 「夏祭りの思い出」恭平（共演・井上みゆ）
- 「ウッドチェアー・ダイアリー4」（共演・相沢実奈、知羽音、工藤陸、萱沼千穂、渡部華奈）
- 「ヒーローヒーロー」（共演・椿隆之）
- 「放課後の×××」（共演・工藤陸、東條あや、井上みゆ）
- 「その夕陽の向こう側」（共演・庄野有紀、相馬亜美、栗又萌、齋藤桃子）
- 「大切な人からのおくりもの」ユウ・ツムギハラ役（共演・岩男潤子）

### コマーシャル
- マックスファクター「illume」
- EMCアカデミー
- グリコケミカル「ビールすすむくん」
- グリコケミカル「魅惑の美声」
- グリコケミカル「禁煙生活」
- グリコケミカル「アフター飲み会」

### ラジオ
- 「宮﨑唯のはーとふるステーション」
- 「ややゆるラジオ」
- 「すカクRADIO」
- 「RADIO365 いたらじ。」（ゲスト出演）
- 「スマホ用放送局放送局WALLOP お昼が？Core!Rare!」（ゲスト出演）

### イベント
- アニソン・フロンティア
- Voice of Generation
- 新☆アイドル革命企画（イベントMC）
- ときめき！クロリミ×ガンプラウォーズ 〜○○の陣〜
- 泉谷しげるトーク＆ライブ　日本を救え！
- RoppongiあにそんLive年末SP（イベントMC）
- 椿隆之×マテリアルクラウン コラボレーションアクセサリー発売記念イベント（イベントMC）
- 夏のアニソンカヴァーまつり！（イベントMC）

出演…米倉千尋、金月真美・國府田マリ子（MK-CONNECTION）、岩男潤子、柊かなえ(OA)
- 新世紀GPXサイバーフォーミュラSIN DREI 発売記念イベント（イベントMC）
- ニコニコ本社ジャック祭
- アキバMC会（プロデュース）

### その他
- 「トヨタユニバーサルデザインショーケース」館内案内映像

## 雑誌・書籍等
- Voicha -ボイチャ-（シンコーミュージック）

Vol.13 インタビュー掲載

Vol.14 コラム「輝きのツバサ」対談ゲスト： 涼本めぐみ（KNU23）
- W100ライブアイドル（シンコーミュージック）編集者として参加。

## CDジャケットデザイン
- 金子健太郎「WAY TO YOUR HEART」（2010.6.9発売）
- 岩男潤子「Anison Acoustic」（2011.10.26発売）
- 椿隆之「キズナ」（2012.6.28特典用）※コラボアクセサリー購入者特典限定CD
- 柊かなえ「こいの、おと。(ふわふわぱーてぃ限定盤)」（2012.11.10発売）
- 柊かなえ「こいの、おと。」（2012.12.31発売）
- 岩男潤子「Anison A to Z」（2013.1.23）
- 柊かなえ「forever...」（2013.4.29発売）
- 柊かなえ「君の強さ信じてる」（2013.4.29発売）
- 柊かなえ「ヒトナツの夢」（2013.4.29発売）
- 柊かなえ「カナエ・テ・カナエ」（2013.10.27発売）
- 井上直美「eat me！」（2013.12.7発売）

## 作曲・映像制作

### 作曲
- 柊かなえ「君の強さ信じてる」（作詞…柊かなえ　作曲…輝-Akira-　編曲…川村竜）
- ももみじ（シャバダバふじ、涼本めぐみ）「金曜【生】アイドルショーのテーマ」
- 秘密結社ゆりもん（浜田由梨、涼本めぐみ）「クリスマティック☆狙撃モード」（『アイドルvs芸人 ガチンコバトル!!』にて初披露）
- 妄想はアイである。テーマ曲（作詞：涼本めぐみ / 作曲：向井輝・金田充 / 編曲：金田充）

### 映像制作
- CDミニアルバム『KNU23 / KNU23』特典DVD
- CDシングル『浜田由梨 / キミノコエハユメノアト/夏ソラ』特典DVD
- CDアルバム『岩男潤子 / AnisonAcoustics』PV
- CDアルバム『岩男潤子 / AnisonAcoustics』CM映像
- KISS THE WoRLD…D.I.E.、MAD大内(大内貴雅)のユニット　ライブオープニング映像
- 『柊かなえ / いっしょにデート お花見編』DVD
- 『涼本めぐみ / 涼本めぐみ☆クリスマスデート 』
- 『涼本めぐみ / 涼本めぐみ☆クリスマスデート ver.2012』
- 『涼本めぐみ / 涼本めぐみ☆クリスマスデート ver.2013』
- CDアルバム『岩男潤子 / Anison A to Z』PV（2013年1月テレビ東京「アニソンぷらす」オープニングテーマ）
- 関係者用DVD『フジトーーク！アキバMC芸人』

## 担当番組

### スカイクラッドTV
- グラ☆スタ！BANG!BANG!
- Cross×Re:mix
- 岩男潤子のSweet Tweet Time
- もしもしEMC
- ムラ★スタ！BANG!BANG!
- 彩×彩 〜あやあや〜
- ヨロピコ!!
- 金曜【生】グラビアショー
- 栞＆はづきの漫画チャレンジ教室
- ときめき★ガンプラウォーズZ
- 映画ブラックリスター公開前特別番組
- やる気か！くっきぃか
- 星の王子さまspecial
- こちら水天宮前アイドル研究所
- 四つ葉のクローバー
- 金曜【生】アイドルショー
- Akiba de アイドル
- すずばんＦ
- 鈴木茉美と守屋ユウの漫元姉っくす！

### オートガレージTV
- ヨロピコ！シーズン２
- 湾岸ベース
- ガソリンがある限り
- ヨロピコ大作戦
- いきますCar！
- ノスタルジックカーTV 2&4
- A-Team TV

### おとねっと
- YUJIと佑治
- レフリィー・ナイト・フィーバ〜☆
- cross×mix
- ときめき★ガンプラウォーズ
- クラリー★チャンネル
- Daizy×DaizyのMusic×Music
- グラ☆スタ！BANG!BANG!
- 魁！コスプレ部！
- K.A.Tのギタークリニック
- 山本紗代のお気楽モード
- ウラ★スタ！バンバン

### その他
- 声優バラエティ 岩永哲哉とジェーニャの情熱教室